# 姚强
姚强（1962年2月—），男，汉族，浙江德清人，中国燃烧学家，曾任新疆大学校长，浙江大学、清华大学教授。教育部首批长江学者特聘教授。主要研究领域为燃烧理论与技术，燃烧污染控制理论与技术。

## 生平
1988年至1992年就读于浙江大学能源工程系工程热物理专业，获博士学位。1978年至1986年就读于清华大学热能工程系，获热能工程专业硕士、博士学位。
1986年8月至1999年1月，在浙江大学工作，期间曾任国家水煤浆工程研究中心浙江大学燃烧技术研究所副所长、浙江大学热能工程研究所副所长，1996年晋升教授。
1999年2月起，任清华大学教授、博士生导师，曾任清华大学热能工程研究所所长等职，2015年6月，任清华大学研究生院院长。
2020年9月至2024年11月，任新疆大学校长。